# Beaussac
Beaussac is een plaats en voormalige gemeente in het Franse departement Dordogne in de regio Nouvelle-Aquitaine en telt 197 inwoners (2004). De plaats maakt deel uit van het arrondissement Nontron.

## Geschiedenis
De gemeente maakte deel uit van het kanton Mareuil totdat dat op 22 maart werd opgeheven en de gemeenten werden opgenomen in het kanton Brantôme. Op 1 januari 2017 fuseerden Beaussac, Champeaux-et-la-Chapelle-Pommier, Les Graulges, Léguillac-de-Cercles, Mareuil, Monsec, Puyrenier, Saint-Sulpice-de-Mareuil en Vieux-Mareuil tot de commune nouvelle Mareuil en Périgord.

## Geografie
De oppervlakte van Beaussac bedraagt 17,7 km², de bevolkingsdichtheid is 11,1 inwoners per km².
De onderstaande kaart toont de ligging van Beaussac met de belangrijkste infrastructuur en aangrenzende gemeenten.

## Demografie
Onderstaande figuur toont het verloop van het inwonertal.